# Ningbo Open 2024
Ningbo Open 2024 a fost un turneu profesionist de tenis feminin care s-a jucat pe terenuri cu suprafață dură, în aer liber. A fost cea de-a 7-a ediție feminină a Ningbo International Tennis Open și a avut loc la Yinzhou Tennis Center din Ningbo, China, în perioada 14–20 octombrie 2024. Turneul a fost inițial programat să aibă loc în perioada 16–22 septembrie ca turneu WTA 250 în circuitul WTA 2024, dar a fost actualizat la un turneu WTA 500 și mutat în octombrie pentru a umple locul vacant generat de anularea Zhengzhou Open.

## Campioni

### Simplu
Pentru mai multe informații consultați Ningbo Open 2024 – Simplu

### Dublu
Pentru mai multe informații consultați Ningbo Open 2024 – Dublu

## Puncte și premii în bani

### Distribuția punctelor
| Probă  | Câștigător | Finalist | Semifinalist | Sfertfinalist | Runda 2 | Runda 1 | Q   | Q2  | Q1  |
| Simplu | 500        | 325      | 195          | 108           | 32      | 1       | 25  | 13  | 1   |
| Dublu  | 500        | 325      | 195          | 108           | 1       | N/A     | N/A | N/A | N/A |

### Premii în bani
| Probă  | Câștigător | Finalist | Semifinalist | Sfertfinalist | Runda 2  | Runda 1 | Q2      | Q1      |
| Simplu | 142.000 $  | 87.655 $ | 51.205 $     | 24.200 $      | 13.170 $ | 8.860 $ | 6.603 $ | 3.380 $ |
| Dublu* | 47.390 $   | 28.720 $ | 16.430 $     | 8.510 $       | 5.140 $  | N/A     | N/A     | N/A     |

*per echipă